# 凯比州
凯比州（Kebbi State）是奈及利亞36州之一，首府比尔宁凯比。人口3,256,541（2006年）。該走總面積為36800平方公里。該州於1991年前是索科托州的一部分。凯比州周邊分別為索科托州、尼日尔州、扎姆法拉州、尼日尔多索大区以及贝宁
1. ↑  . population.gov.ng.   [2017-10-10]. （原始内容存档于2017-10-10） （美国英语）.
2. ↑  . www.citypopulation.de.   [2024-02-05]. （原始内容存档于2025-02-20）.
3. 1 2   (PDF). Tellusant.   [2023-06-01]. （原始内容存档 (PDF)于2025-03-10）.
4. ↑  . hdi.globaldatalab.org.   [2019-09-13]. （原始内容存档于2018-09-23） （英语）.